# Любовта е лудост (филм)
„Любовта е лудост“ е български късометражен игрален филм от 1917 година. Сценарист, режисьор и изпълнител на главната роля е Васил Гендов. Филмът излиза на екран в кино Одеон през септември 1917 г.

## Състав

### Актьорски състав
| Роля                  | Изпълнител              |
| --------------------- | ----------------------- |
| Студентът             | Васил Гендов            |
| Девойката             | Жана Гендова            |
| Леля Кера             | Мария Тороманова-Хмелик |
| Приятелят на студента | Манол Киров             |

### Екип
| Сценарий Режисьор Оператор | Васил Гендов                                      |
| Оператор                   | Йосиф Райфлер                                     |
| Distributed by             | Българска национална филмотека /Copyright © 1917/ |